# Ralph Abernathy
Ralph David Abernathy (Linden, Alabama, 11 de marzo de 1926 - Atlanta, Georgia, 17 de abril de 1990) fue un activista por los derechos civiles y ministro bautista estadounidense .
En 1948 se ordenó pastor bautista y dos años después se licenció en matemáticas en el Alabama State College.
Fundó diversas organizaciones dedicadas a lograr la igualdad para la población negra en Estados Unidos. En 1957, Abernathy y sus colegas Martin Luther King Jr. y Bayard Rustin crearon la Conferencia Sur de Liderazgo Cristiano de la cual King fue presidente y Abernathy su secretario y tesorero. Posteriormente, con el asesinato de King el 4 de abril de 1968 en Memphis, Tennessee, Abernathy le sucedió como presidente de la SCLC continuando su lucha por los derechos civiles de la comunidad negra.
En 1968 organizó la huelga de los trabajadores sanitarios de Atlanta y en 1969 la huelga de los trabajadores hospitalarios de Charleston. El 15 de enero de 1969 pronunció un discurso en el Servicio Conmemorativo de Martin Luther King.
En 1977 renunció a la presidencia de la SCLC y se presentó a las elecciones para ser elegido congresista, pero no alcanzó tal puesto.
En 1989 publicó Y los muros están comenzando a caer, su autobiografía. Es autor de la famosa frase "Se puede matar al soñador pero no al sueño". Murió de un infarto al corazón.